# Carroll Township (comté d'O'Brien, Iowa)
Pour les articles homonymes, voir Carroll Township.
Carroll Township est un township, du comté d'O'Brien en Iowa, aux États-Unis,.
Il est créé en 1872 et est nommé en l'honneur de Patrick Carroll, un pionnier.

## Source de la traduction
- (en) Cet article est partiellement ou en totalité issu de l’article de Wikipédia en anglais intitulé « Carroll Township, O'Brien County, Iowa » (voir la liste des auteurs).